# Maris Wrixon
Mary Alice „Maris” Wrixon (n. 28 decembrie 1916, Billings, Montana, SUA – d. 16 octombrie 1999, Santa Monica, California, SUA) a fost un actriță americană de film și televiziune. A apărut în peste 50 de filme între 1939 și 1951.

## Filmografie
- Off the Record (1939) - Operatoare telefonie (nemenționată)
- The Adventures of Jane Arden (1939) - Martha Blanton - Debutante
- No Place to Go (1939) - Mrs. Harriet Washburn (nemenționată)
- The Private Lives of Elizabeth and Essex (1939) - Lady of the Court (nemenționată)
- Jeepers Creepers (1939) - Connie Durant
- British Intelligence (1940) - Dorothy Bennett (nemenționată)
- 'Til We Meet Again (1940) - Girl (uncredited)
- Saturday's Children (1940) - City Hospital Nurse (nemenționată)
- Flight Angels (1940) - Bonnie
- The Man Who Talked Too Much (1940) - Roscoe's Secretary
- The Ape (1940) - Miss Frances Clifford
- Knute Rockne All American (1940) - Telephone Operator (nemenționată)
- Lady with Red Hair (1940) - Miss Annie Ellis (nemenționată)
- Santa Fe Trail (1940) - Girl at Wedding (nemenționată)
- The Case of the Black Parrot (1941) - Sandy Vantine
- High Sierra (1941) - Blonde at Auto Accident (nemenționată)
- Footsteps in the Dark (1941) - June Brewster
- Meet John Doe (1941) - Autograph Hound (uncredited)
- A Shot in the Dark (1941) - Helen Armstrong
- Million Dollar Baby (1941) - Diana Bennet
- Sunset in Wyoming (1941) - Wilmetta 'Billie' Wentworth
- Bullets for O'Hara (1941) - Elaine Standish
- Navy Blues (1941) - Hawaii Pickup #2 (nemenționată)
- Spy Ship (1942) - Sue Mitchell
- Sons of the Pioneers (1942) - Louise Harper
- The Old Homestead (1942) - Mary Jo Weaver
- Silent Witness (1943) - Betty Higgins, Special Investigator
- Women in Bondage (1943) - Grete Ziegler
- Phantom Lady (1944) - Blonde (nemenționată)
- Waterfront (1944) - Freda Hauser
- Trail to Gunsight (1944) - Mary Wagner
- The Master Key (1945, Serial) - Dorothy Newton
- White Pongo (1945) - Pamela Bragdon
- This Love of Ours (1945) - Evelyn
- Black Market Babies (1945) - Helen Roberts
- The Face of Marble (1946) - Linda Sinclair
- The Glass Alibi (1946) - Linda Vale
- The Saxon Charm (1948) - Mrs. McCarthy (nemenționată)
- Highway 13 (1948) - Mary Hadley
- As You Were (1951)
- Sea Hunt (1960, TV Series) - Edith Judd
- The Graduate (1967) - Guest at Welcoming Party (nemenționată)
- Dayton's Devils (1968) - Cashier (ultimul rol de film)